# Poa crassicaulis
Poa crassicaulis là một loài thực vật có hoa trong họ Hòa thảo. Loài này được Pilg. miêu tả khoa học đầu tiên năm 1929.